# Adiestramiento canino cognitivo-emocional
El adiestramiento canino cognitivo-emocional es un conjunto de desarrollos teóricos y protocolos de trabajo del adiestrador canino español Carlos Alfonso López García. El método busca el aprendizaje y ejecución de destrezas en el perro de acuerdo con las siguientes premisas:
- Los perros aprenden y generan conductas mediante una amplia gama de procesos. Centrar las técnicas de trabajo en un subconjunto de éstos es limitar las capacidades del perro y los resultados del adiestramiento.
- Diferenciar y manejar según el momento los procesos de aprendizaje de nuevas conductas, la gestión de la emoción y de la motivación, así como los procesos de mantenimiento de conductas ya conocidas, con modelado de pautas epigenéticas y procesos de aprendizaje experto.
- El perro es capaz de generar conducta mediante motores individuales (también llamados egoístas), que le aportan un beneficio directo como puedan ser los procesos de condicionamiento o los de solución de problemas, pero también pueden motorizar conductas por motivaciones sociales como puedan ser el afecto o la adopción de estrategias de equipo, que además del individual consiguen un beneficio para el grupo social y mejoran la integración armónica del individuo dentro de dicho grupo social, lo que debe ser aprovechado por un trabajo que busque aunar educación y adiestramiento.

## Historia
Desde los años sesenta la mayoría de los sistemas de adiestramiento se planificaban tomando en cuenta los procesos de condicionamiento o planteamientos de etología clásica, analizando las pautas sociales del lobo y trasladándolas directamente al perro.
Aunque estos planteamientos teóricos permiten adiestramientos eficaces en la mayoría de los casos, al aumentar progresivamente el nivel de exigencia de los adiestramientos más especializados empieza a ser insuficiente el desarrollo de técnicas basadas en estas premisas y se va haciendo patente la necesidad de un cambio de paradigma que incorpore los nuevos conceptos sobre conducta y aprendizaje que la etología, la psicología y la neurología han descubierto.
El precursor del adiestramiento cognitivo-emocional es el psicólogo y especialista en adiestramiento de perros-guía inglés Bruce Johnston, autor de los libros The skilful mind of the guide dog (Lennard, 1990) y Harnessing thought (Lennard, 1995), en los que plantea las mejoras que se pueden obtener en el perro-guía a través de un adiestramiento que, en lugar de basarse en condicionamiento, consiga que el perro genere esquemas de trabajo, consiguiendo así un aprendizaje comprensivo mucho más eficaz y fiable.
En la mitad de los años noventa el adiestrador español Carlos Alfonso López formó un equipo multidisciplinario para encontrar aplicaciones prácticas de las actualizaciones teóricas de la psicología cognitiva y de los enfoques evolutivo, ecológico y cognitivo de la etología más avanzada de su momento. Tras diez años de estudio y trabajo de campo publicó Adiestramiento canino cognitivo-emocional (Díaz de Santos, 2005), donde se recogen las conclusiones y protocolos de adiestramiento desarrollado por su equipo.
En 2014, la empresa EDUCAN, de la que Carlos Alfonso López es director técnico, firmó un acuerdo de colaboración con Dognition, una empresa perteneciente a la Universidad de Duke (EE. UU.), dedicada a la investigación en cognición animal, para el desarrollo de tecnología del comportamiento usando como base las últimas investigaciones científicas.
En 2014 Carlos Alfonso López publicó un nuevo libro Tu perro piensa y te quiere, entrenar perros no es cómo te lo habían contado y pasa a ser el primer libro de habla hispana sobre entrenamiento de perros que supera una revisión a mayores por una revista científica (Ciencia Cognitiva), gracias a las más de 3000 referencias bibliográficas. Es por esto que en la actualidad los protocolos de trabajo cognitivo-emocional se consideran los más actualizados dado su carácter integrador como método de entrenamiento.

## Desarrollos teóricos
Actualmente se sabe que los procesos de condicionamiento, siendo muy importantes, no son los únicos mecanismos de aprendizaje del perro. La etología cognitiva ha demostrado la existencia de múltiples formas de aprendizaje cognitivo (y con ello comprensivo) del perro, como la expectativa, la resolución de problemas, la toma de decisiones o el aprendizaje de conceptos. Por todo lo expuesto el adiestramiento cognitivo-emocional postula que el aprendizaje conseguido en un proceso de adiestramiento ha de ser comprensivo, conseguido a través del aprovechamiento de los procesos antedichos. El aprendizaje conseguido exclusivamente mediante procesos de condicionamiento se considera insuficiente y limitado.
La conducta voluntaria está fuertemente influida por las emociones presentes en cada momento, pudiendo llegar la emoción a dirigir la conducta del perro en momentos de máxima intensidad. Al ser involuntaria la presencia de emociones un adiestramiento que no enseña al perro a gestionar su conducta emocional será ineficaz cuando el nivel de las emociones sea muy alto. El adiestramiento cognitivo-emocional implica preparar al perro para manejarse correctamente a niveles emocionales altos.
El perro es un animal social que posee por ello una serie de características específicas destinadas a la realización de conductas coordinadas dentro de dicho contexto social. El perro debe llevar a cabo las conductas ya aprendidas por motivaciones sociales como el afecto, la facilitación social o la consecución de metas sociales, y no por motivaciones puramente individuales como la consecución de refuerzos de comida ni la evitación o escape de refuerzos negativos, como collares de presión o impulsos. Esto permitirá y potenciará el trabajo en equipo del perro y su guía.
En los adiestramientos de máxima especialización, como puedan ser aquellos destinados a labores de ayuda, así como los orientados a la competición deportiva, se conseguirá la excelencia a través de los procesos asociados al aprendizaje experto: desarrollo de criterio y capacidad de autoevaluación, así como de refuerzo intrínseco del perro. La excelencia y afinado de los adiestramientos de máxima especialización no deben ser conseguidos principalmente por procesos de condicionamiento dependiente de refuerzos externos.

## Las cuatro dimensiones
Según el enfoque cognitivo-emocional,   se tienen en cuenta muchos factores, que se podrían resumir en cuatro preguntas o dimensiones:
- Dimensión física: ¿Qué conducta hace el perro?
- Dimensión emocional: ¿Qué siente el perro?
- Dimensión cognitiva: ¿Qué piensa el perro o cuál es su objetivo mental?
- Dimensión social: ¿Cuál es la relación del perro con su entorno social?

Las cuatro dimensiones interaccionan constantemente y de ahí surge una comprensión mucho más amplia de la psicología del perro.
Un ejemplo: un perro que ladra constantemente puede estar haciéndolo, entre otras razones, porque:
- Ha aprendido a hacerlo por asociación a una situación o señal.
- Ladra con un objetivo en mente, que se cumplirá si ladra.
- Se siente emocionalmente inestable y expresa su nerviosismo con el ladrido.
- Amenaza o avisa a alguien que lo está intimidando.
- Todo lo anterior a la vez.[5]

## Introducción, etapas, fases y objetivos del adiestramiento cognitivo
En el ámbito del perro existen muchas necesidades diferentes de las de otras especialidades de adiestramiento. La gran dificultad del adiestramiento canino se encuentra en la puesta en práctica de dichos aprendizajes. Por ello, principalmente, se debe conocer antes cómo funciona el pensamiento del perro y cómo trabajar con él.
Al comenzar el adiestramiento, se debe facilitar una gran seguridad al perro. Por otro lado, el perro debe saber que su enseñanza es obligatoria pero positiva para su desarrollo.
La corrección de las conductas es la parte principal de la instrucción. No sólo se debe desaparecer la conducta, sino la causa que la ha generado.
La consecución del aprendizaje de acciones, educación del perro y construcción de la relación afectiva sana entre este y su guía puede llevarse a cabo de diferentes maneras, como lo prueba el hecho de que existan perros perfectamente educados a través de distintos métodos y técnicas.
El adiestramiento cognitivo-emocional propone un protocolo de trabajo dividiendo el proceso según el trabajo a realizar en cada momento del aprendizaje. Esto permite conocer bien los objetivos y realizar una evaluación de la consistencia del adiestramiento y la comprensión del perro en cada momento.

### Primera etapa: Aprendizaje
En esta etapa el perro debe aprender las acciones que se le solicitarán, aunque este sea el principal objetivo de esta fase, se logra de manera simultánea con la educación y la relación afectiva.
Esta etapa está dividida en dos fases:
Fase de aprendizaje mecánico
- Motor principal de conducta: Condicionamiento operante.
- Motores secundarios de conducta: Aprendizaje asociativo, condicionamiento operante, condicionamiento clásico, afecto.
- Objetivos de adiestramiento:

*Asociación del estado emocional al adiestramiento
*Asociación mecánica del comando con la acción a realizar
*Aprender la primera norma general sobre cómo conseguir sus objetivos que implica dejarse guiar a una conducta
*Aprender el comando de confirmación
*Aprender el comando de liberación
*Aprendizaje de la segunda norma general de adiestramiento que es estabilizar la conducta aprendida.
*Buena forma de la acción enseñada.
- Objetivos educacionales:

*Aprender a atender las indicaciones del guía  de confirmación y liberación. Conexión del adiestramiento con el guía a través de estos comandos.
*Aprender a consultar al guía para terminar un trabajo.
*Autocontrol al tener que sujetarse y estabilizar la conducta hasta la liberación.
*Aprender a posponer la metas instintivas al momento socialmente correcto (indicación del guía).
*Entrenamiento de la empatía con el tono de los comandos
*Entrenamiento del trabajo en equipo con metas sociales al jugar con el perro al liberar.
*Aprender a generar conducta y consultar al guía para conseguir objetivos, en positivo y en negativo.
Fase de aprendizaje comprensivo
- Motor principal de conducta: Resolución de problemas.
- Motores secundarios de conducta: Afecto, condicionamiento clásico.
- Objetivos de adiestramiento:

*Comprensión del ejercicio a través de plantearlo como un problema.
*Implicación del perro en ser proactivo durante el adiestramiento.
*Aprendizaje y entreno del comando “Opción incorrecta”.
*Entreno de la capacidad de solucionar problemas y con ello de gestionar correctamente el estrés.
*Implicación del perro en el adiestramiento.
- Objetivos educacionales:

*Entrenamiento de la percepción de señales graduadas por parte del guía, a través de los diferentes tonos de los comandos de confirmación y opción incorrecta.
*Generación de criterio y voluntad de acierto al plantearle que pruebe opciones.
*Entrenamiento de la empatía a través de informaciones del guía muy diferentes.
Protocolo de trabajo
Se ofrece al perro algo de su interés y se le pide, a través del comando correspondiente, que ejecute una acción ya aprendida en la fase mecánica de manera que tenga que alejarse de su meta para realizarlo. Si el perro intenta otras conductas u ofrece la conducta deseada de forma inestable o incompleta, se aplica el comando de opción incorrecta de forma amigable, para informarle de que la opción elegida es errada. Cuando el perro realiza la conducta de forma estable y correcta se le confirma con el comando de confirmación, alcanza su meta y se le libera con el comando de liberación.[cita requerida]

### Segunda etapa: Integración social
- Motor de conducta principal: Afecto.
- Motores de conducta secundarios: Condicionamiento clásico.
- Objetivos adiestramiento:

* Buscar el estado emocional correcto para la integración social de las acciones ya entrenadas, muy importante pues el cambio de etapa puede afectar al estado emocional construido previamente.
* Mantener una ejecución correcta de la acción ya aprendida.
* Mantener la estabilidad de la acción.
- Objetivos educacionales:

* Integrar el aprendizaje en la relación social, convertirlo en un objetivo de equipo.
* Construir en el perro la visión del adiestramiento como un trabajo y no como el contexto donde satisfacer metas egoístas.
* Entrenamiento de la asunción de la responsabilidad del perro en las acciones solicitadas en un contexto social.
* Potenciación del componente social en la ejecución de conductas ya aprendidas.
Protocolo de trabajo
Se eliminan los refuerzos externos y se solicita al perro que ejecute el comando ya aprendido: las primeras veces el perro realizará la acción por la expectativa de refuerzo, cuando lo haga recibirá una única recompensa afectiva (una caricia, un poco de juego pero sin juguetes). A partir de un momento dado el perro extinguirá la expectativa de refuerzo, al hacerlo pueden suceder dos cosas: el perro deja de ejecutar la acción aprendida, el perro sigue ejecutando la acción aprendida pero con un estado emocional confuso.
Si el perro deja de ejecutar la acción el guía mostrará enfado y le dará una corrección social adecuada a su carácter y edad, esta corrección no debe ser sorprendente. Cuando el perro finalmente ejecuta suele encontrarse en el otro caso: un estado emocional confuso.
El principal riesgo durante esta fase es la fijación de dicho estado de confusión en el perro, empeorando sus resultados y pudiendo llegar a mostrar desorientación o incluso ansiedad. Para evitar que suceda se debe ofrecer al perro una actividad social activa y positiva tras la sesión, como puede ser jugar a lanzar y traer. Es importante que dicha actividad no aparezca de forma rápida tras la ejecución de un comando, debe aparecer tras liberar al perro al final de la sesión (una sesión puede consistir en una sola acción), el objetivo es realizar una actividad conjunta divertida como premio social por haber obedecido y cumplido su obligación que nos permita mantener un estado emocional activo y positivo en el perro. En definitiva, el pilar principal de la etapa de integración social se basa en el afecto hacia el perro y el condicionamiento clásico, y tiene como objetivo alcanzar un estado emocional adecuado en el perro para que desarrolle la acción en sociedad.

### Tercera etapa: Aprendizaje experto
- Motor principal de conducta: Aprendizaje experto.
- Motores secundarios: Solución de problemas, condicionamiento operante, afecto.
- Objetivos de adiestramiento:

* Activar y aprovechar las capacidades de autoevaluación y refuerzo intrínseco del perro en el contexto del adestramiento.
* Conseguir la máxima implicación del perro en la mejora de las destrezas entrenadas.
* Asunción del perro de un máximo de responsabilidad en el trabajo.
* Conseguir que el fin del perro al trabajar sea disfrutar haciendo bien su trabajo
* Afinar al máximo el criterio del perro para que se convierta en un colaborador eficaz del guía en la solución de situaciones ambiguas.
- Objetivos educacionales:

* Mantener abiertos la canales de comunicación social entre el perro y el guía durante la ejecución experta.
* Construir un equipo con responsabilidades definidas que funciona en sinergia.
* Conseguir que el perro desee que el equipo actúe de forma coordinada.
Protocolo de trabajo
Un entrenamiento experto requiere un perro que lleve largo tiempo ejecutando correctamente el adiestramiento deseado y que entrene con regularidad en la fase de integración social. Aunque es estimado, se puede considerar que la mayoría de los perros están preparados para pasar a esta fase tras dos años de trabajo eficaz.
No debe intentarse pasar a esta fase a perros demasiado pronto ni a aquellos que llevan largo tiempo sin entrenar: intentarlo solo conseguirá empeorar el nivel de adiestramiento del animal.
La construcción de un experto requiere que el adiestramiento sea realizado en estados emocionales que generan actividad en el perro.
Habrá dos tipos de sesiones de entreno base para construir y hacer avanzar a un perro experto:
- Sesiones de ajuste y mejora de conductas concretas

Estas sesiones tienen como objetivo el ajuste de precisión y velocidad de cada conducta producto del aprendizaje que el perro ya conoce, comprende y obedece. También busca facilitar la activación emocional deseada en las sesiones de entreno de secuencias complejas y entrenar la autoevaluación.
- Sesiones de entreno de secuencias complejas con un objetivo único

El objeto de estas sesiones es que el perro vea la realización de varios trabajos como necesaria para alcanzar un fin deseado. Implicándose con ello en realizar correctamente cada etapa de la secuencia para poder continuar hacia el fin deseado, entrenando así la autocorrección.
El perro debe ver en la actividad a realizar una meta de interés o la puerta de acceso a una actividad social deseada (p. ej: juego con el guía). Para mantener el trabajo de equipo será necesario que un porcentaje alto de esta meta global sea social o bien que el perro necesite indicaciones (no instrucciones precisas) del guía para la consecución del objetivo.
Durante los entrenos de secuencias se debe ser tolerante con las incorrecciones que el perro cometa en conductas concretas debido a fallos en las fases iniciales del adiestramiento.
El perro debe evaluar y afirmar cada conducta que genere dentro de una sesión para poder continuar hasta el final de dicha sesión, sin esto se puede caer en construir un sencillo encadenamiento de conductas.